# Розширення Європейського Союзу (2013)
У результаті останнього розширення Європейського Союзу Хорватія стала 28-ю державою-членом Європейського Союзу 1 липня 2013 року. Країна подала заявку на членство в ЄС у 2003 році, і Європейська комісія рекомендувала зробити її офіційним кандидатом на початку 2004 року. Статус країни-кандидата було надано Хорватії Європейською радою в середині 2004 р. Переговори про вступ, які спочатку були призначені на березень 2005 року, розпочалися у жовтні того ж року разом із процесом перевірки.
Процес вступу Хорватії був ускладнений через наполягання Словенії, країни-члена ЄС, про те, щоб питання кордонів двох країн були вирішені до вступу Хорватії до ЄС. Громадська думка Хорватії загалом підтримувала процес вступу до ЄС, незважаючи на періодичні сплески євроскептицизму.
Хорватія завершила переговори про вступ 30 червня 2011 року, а 9 грудня 2011 року підписала Договір про приєднання. 22 січня 2012 року в Хорватії відбувся референдум про вступ до ЄС, за який проголосували 66% учасників. Процес ратифікації було завершено 21 червня 2013 року, а набуття чинности та вступ Хорватії до ЄС відбулося 1 липня 2013 року.
Таким чином, ЄС перебував на найбільшій територіальній площині з 2013 по 2020 рік, коли Сполучене Королівство вийшло з союзу.

## Вступ Хорватії до Європейського Союзу

### Судова реформа та права людини
Вимоги до вступу включали: судову реформу з метою посилення незалежності, підзвітності, неупередженості, професіоналізму та ефективності судової влади; боротьба з корупцією та організованою злочинністю (це призвело до засудження колишнього прем'єр-міністра Іво Санадера за хабарництво); посилити захист меншин; вирішити невирішені питання повернення біженців; покращити захист прав людини.

### Співпраця з Міжнародним кримінальним трибуналом щодо колишньої Югославії
Хорватія була змушена екстрадувати кількох своїх громадян Міжнародному кримінальному трибуналу з колишньої Югославії (МТБЮ), органу Організації Об’єднаних Націй, питання, яке часто викликало суперечки у внутрішній політиці. Відносини Хорватії з МТБЮ постійно посилалися на посадові особи ЄС як на те, що потребує подальшого покращення. Через це ратифікація Угоди про стабілізацію та асоціацію ЄС із Хорватією була зупинена.
Європейська Рада після свого саміту 20 грудня 2004 року визначила наступне 17 березня як дату початку переговорів про вступ, за умови, що Хорватія продовжуватиме повноцінно співпрацювати з МТБЮ. 16 березня 2005 року, за день до початку переговорів, ЄС відклав початок переговорів, оскільки обвинувачення МТБЮ оцінило зусилля Хорватії щодо захоплення генерала-втікача Анте Готовини (обвинуваченого МТБЮ у військових злочинах і злочинах проти людства, але на волі з 2001 року) як не своєчасне, ані достатнє.
7 грудня 2005 року іспанська поліція нарешті заарештувала Анте Готовіну за допомогою уряду Хорватії на іспанському острові Тенерифе, розташованому на Канарських островах. Його доставили до Гааги, щоб судити за воєнні злочини. Після арешту Анте Готовини це питання було вирішено, і переговори про вступ почалися заново, після того, як головний прокурор МТБЮ Карла Дель Понте підтвердила, що Хорватія тепер повністю співпрацює з МТБЮ.
У квітні 2011 року хорватські генерали Готовіна і Маркач отримали продовжені терміни ув’язнення в МТБЮ, що було сприйнято хорватською громадськістю як несправедливе. Це викликало помітне зростання опозиції щодо вступу, оскільки в минулому деякі країни, як-от Нідерланди, обумовлювали свою підтримку процесу приєднання Хорватії продовженням хорватської співпраці з МТБЮ.
16 листопада 2012 року Апеляційна палата МТБЮ виправдала генералів Готовіну та Маркача та наказала їх негайно звільнити.

### Прикордонні розбіжності
Хорватія має давні проблеми на кордоні зі Словенією, особливо через кордон Піранської затоки. У період з грудня 2008 року по вересень–жовтень 2009 року Словенія блокувала вступ Хорватії до ЄС через ці прикордонні питання. 6 червня 2010 року Словенія проголосувала за прийняття рішення арбітрів Організації Об'єднаних Націй щодо спору, усунувши цю перешкоду.
Хорватія має прикордонні суперечки з Сербією, Боснією і Герцеговиною та Чорногорією, але ці країни не є членами Європейського Союзу і не можуть безпосередньо блокувати процес вступу. У грудні 2008 року Хорватія та Чорногорія домовилися, що невирішене питання морського кордону між двома країнами має бути вирішене в міжнародному суді, рішення якого заздалегідь ухвалять парламенти двох країн.

### Право власності на землю
Безкоштовне придбання нерухомості іноземцями є чутливим питанням у Хорватії. Особливо це питання стосується італійців, особливо в Істрії. Хоча вона має певні зв’язки з Італією, події навколо Другої світової війни, коли Істрія переходила з рук в руки між Королівством Італія та Соціалістичною Федеративною Республікою Югославія, залишаються актуальними. Численні італійські політики висловили невдоволення нездатністю італійців придбати землю в Хорватії, вважаючи це дискримінаційним ставленням і заявляючи, що це питання має бути вирішено якомога швидше.
Згодом Хорватія заперечила будь-яку дискримінацію та заявила, що хорватське законодавство передбачає однакове ставлення до всіх громадян ЄС щодо права власності на землю. У середині 2006 року Хорватія та Італія уклали угоду, яка дозволила громадянам Італії купувати землю в Хорватії, а громадянам Хорватії – купувати землю в Італії. Інші члени ЄС повинні були вирішити подібні питання до вступу до ЄС. Прикладами цього є Словенія, Словаччина, Польща і особливо Мальта.

### Приватизація судноверфі
Хорватія була змушена припинити субсидувати свою суднобудівну промисловість, що призвело до приватизації, закриття та скорочення виробничих потужностей.

## Перемовини
Хорватія подала заявку на членство в ЄС у 2003 році, і Європейська комісія рекомендувала зробити її офіційним кандидатом на початку 2004 року. Статус країни-кандидата був наданий Хорватії Європейською радою (глави держав та/або урядів ЄС) у середині 2004 року, але дата початку переговорів про вступ, яка спочатку була призначена на березень 2005 року, була відкладена. На початку березня 2005 року ЄС офіційно попередив Хорватію, що її неспроможність заарештувати підозрюваного у військових злочинах Анте Готовіну поставитиме під загрозу шанси країни на початок переговорів про вступ, незважаючи на те, що Хорватія наполягала, що робила все можливе, щоб знайти та заарештувати втікача і стверджуючи, що Готовіна більше не перебуває в Хорватії. Фактично, переговори почалися в жовтні 2005 року, незадовго до арешту Готовини в Іспанії, який стався на початку грудня того ж року і був визнаний ЄС важливим поворотним моментом для всього регіону, оскільки він перегорнув «сторінку націоналістичного минулого». до європейського майбутнього».
Перед початком переговорів з Хорватією acquis було розділено на 35 глав, що на 4 більше, ніж зазвичай 31; Нові розділи, які раніше були частиною аграрної політики, були з проблемними, як і для інших заявників. Після початку переговорів про вступ 3 жовтня 2005 р. процес перевірки 35 розділів acquis з Хорватією було завершено 18 жовтня 2006 р. Переговори були стримані протягом десяти місяців через прикордонний спір між Хорватією та Словенією. У вересні 2009 року було оголошено, що Словенія зніме обмеження на переговорах Хорватії з ЄС без шкоди для міжнародного посередництва у прикордонній суперечці.

## Членство
Спочатку Хорватія мала на меті приєднання до 2007 року, що побило б рекорд Словаччини — 2,5 років переговорів. Однак переговори виявилися жорсткішими, ніж очікувалося. 5 листопада 2008 року було опубліковано щорічний звіт Європейської комісії щодо кандидатури Хорватії. Оллі Рен заявив, що країна має прагнути завершити переговори про вступ до кінця 2009 року, а членство — не пізніше 2011 року. У 2009 році також повідомлялося, що Ісландія може швидко вступити в Європейський Союз, і Рен сказав, що «ЄС вважає за краще приєднання двох країн одночасно, а не окремо». У листопаді 2009 року була подолана остання перешкода для членства, яка не стосувалася acquis — суперечка про морський кордон зі Словенією.
Хорватія остаточно завершила переговори про вступ 30 червня 2011 року і підписала Договір про приєднання 2011 року в Брюсселі 9 грудня 2011 року; з наступним схваленням його на національному референдумі 22 січня 2012 року та завершенням процесу ратифікації 4 квітня 2012 року. Набуття чинности та вступ Хорватії до ЄС відбулося 1 липня 2013 року, оскільки всі 27 членів ЄС та Хорватія ратифікували договір до цієї дати.
Приєднання відбулося в період економічних труднощів з Хорватією на п’ятому році рецесії з 21% безробіття та на тлі кризи європейського суверенного боргу.
Приєднавшись до ЄС, Хорватія вийшла з Центральноєвропейської угоди про вільну торгівлю (CEFTA).

## Решта зони включення
Хорватія стала членом 1 липня 2013 року, але деякі сфери співробітництва в Європейському Союзі будуть застосовуватися до Хорватії пізніше. Це:
- Шенгенська зона (див. Розширення Шенгенської зони)
- Єврозона (див. Розширення єврозони)
- Паспорти Європейського Союзу (див. хорватський паспорт досі не відповідає загальному дизайну паспорта ЄС з бордовими обкладинками)
- Європейська економічна зона

## Вільне пересування людей та візова політика

### Умови в’їзду до вступу для громадян Хорватії, які подорожують до країн-членів ЄС
До вступу до Європейського Союзу Хорватія була віднесена до категорії країн Додатку II, що означало, що громадяни Хорватії могли перебувати в Шенгенській зоні без візи до 90 днів протягом 180-денного періоду. Громадяни Хорватії також могли перебувати без візи в Болгарії, Кіпрі, Ірландії та Румунії до 90 днів у кожній країні, а також у Великій Британії до 6 місяців.
Загальне правило полягало в тому, що громадяни, які не є членами ЄС, повинні були використовувати паспорт для в’їзду в країни-члени ЄС. Однак для громадян Хорватії був виняток з правил Шенгенської угоди. На підставі двосторонніх угод між Хорватією та сусідніми країнами ЄС (Італією, Угорщиною та Словенією), які були укладені до Шенгенської зони, громадянам Хорватії дозволялося перетинати кордон лише з хорватським національним посвідченням особи (паспорт не був обов’язковим). Багато людей, які живуть поблизу кордону, перетинали його кілька разів на день (деякі працюють через кордон або мають землю по інший бік кордону), особливо на кордоні зі Словенією, який століттями не був позначений, оскільки Хорватія та Словенія були частиною Імперії Габсбургів (1527–1918) та Югославії (1918–1991). До вступу Хорватії до ЄС 1 липня 2013 року було знайдено тимчасове рішення, яке отримало дозвіл від Європейської комісії: кожному громадянину Хорватії дозволили перетинати шенгенський кордон з Угорщиною, Італією чи Словенією за посвідченням особи та спеціальної прикордонна картка, видана хорватською поліцією на прикордонному контролі. Тоді поліцейські органи Угорщини, Італії чи Словенії ставили штамп на спеціальну прикордонну картку як при в’їзді, так і при виїзді. Громадянам Хорватії, однак, не дозволили в’їжджати в інші країни Шенгенської угоди без дійсного паспорта, хоча їм дозволили подорожувати між Угорщиною, Італією та Словенією.
Ці домовленості були припинені 1 липня 2013 року, коли Хорватія стала членом ЄС. Відтоді громадяни Хорватії можуть в’їжджати в будь-яку країну-член ЄС, використовуючи лише посвідчення особи.

### Доступ після вступу до вільного пересування в інших країнах-членах ЄС
1 липня 2013 року громадяни Хорватії стали громадянами Європейського Союзу та отримали право вільно пересуватися та проживати в інших країнах-членах ЄС, а також в Ісландії, Ліхтенштейні, Норвегії та Швейцарії. Того ж дня 14 країн-членів ЄС (Болгарія, Чехія, Данія, Естонія, Фінляндія, Угорщина, Ірландія, Латвія, Литва, Польща, Португалія, Румунія, Словаччина та Швеція) дозволили громадянам Хорватії працювати без обмежень у своїй країні. Однак 13 інших країн-членів ЄС наклали перехідні обмеження на громадян Хорватії, які бажають отримати доступ до своїх ринків праці. Додаток V Договору про приєднання Республіки Хорватія до Європейського Союзу дозволяє державам-членам застосовувати національні заходи, що регулюють доступ хорватських громадян до їх ринків праці на період до п’яти років, а також у разі серйозних порушень їх ринків праці або загрози такого, та після повідомлення Комісії ще на два роки (тобто максимум до семи років загалом).
Громадяни Хорватії, які на 1 липня 2013 року вже проживали в державі-члені ЄС протягом безперервного періоду щонайменше 5 років, отримали право постійного проживання (це означає, що вони могли працювати без будь-яких обмежень у приймаючій державі-члені ЄС), доки протягом 5 років безперервного проживання вони були працівниками, самозайнятою особою, самодостатньою особою, студентом або членом сім'ї, які супроводжували громадянина ЄС/ЄЕЗ/Швейцарії чи приєдналися до нього.
1 липня 2013 року громадяни, які не є членами ЄС/ЄЕЗ/Швейцарії, які були членами сім’ї громадянина Хорватії та супроводжували його/її або приєднувалися до нього, також отримали право вільно пересуватися та проживати в інших країнах-членах ЄС.
1 липня 2020 року обмеження були зняті в останній країні-члені (Австрія), що дало хорватам право працювати в усіх країнах-членах ЄС та ЄЕЗ.

### Візова політика для громадян третіх країн
Напередодні вступу до Європейського Союзу Хорватія узгодила свою візову політику з політикою Європейського Союзу. У результаті нового візового режиму деякі громадяни третіх країн (наприклад, громадяни Росії та Туреччини), які раніше були тимчасово звільнені від необхідності отримувати візу для відвідування Хорватії, тепер підлягають візовому режиму. Однак, щоб пом’якшити вплив повторного введення візового режиму на кількість туристів, уряд Хорватії запровадив процедуру «спрощеного в’їзду іноземців», звільняючи мандрівників, які мають шенгенську візу або дозвіл на проживання, від необхідності отримувати додатковий хорватський. віза для відвідування Хорватії до 31 грудня 2013 року. Крім того, уряд Хорватії продовжив робочий час і спроможність своїх закордонних представництв у таких країнах, як Росія та Україна, щоб забезпечити більш ефективну обробку заявок на хорватські візи.

#### Візові вимоги для громадян Хорватії, які відвідують треті країни
Після вступу Хорватії до Європейського Союзу 1 липня 2013 року декілька країн і територій за межами Європейського Союзу узгодили візові вимоги, що накладаються на громадян Хорватії, з тими, що накладаються на інших громадян ЄС. Наприклад, 1 липня 2013 року ПАР Гонконг продовжив безвізовий період перебування для громадян Хорватії з 14 днів до 90 днів відповідно до безвізового періоду перебування інших громадян ЄС, тоді як Нова Зеландія запровадила 90 днів. Ймовірно, що ці країни та території змінили свою візову політику для громадян Хорватії через механізм візової взаємності Європейського Союзу.

### Членство в Шенгенській зоні
У червні 2011 року Хорватія розпочала реалізацію про'ктів і реформ, необхідних для приєднання до Шенгенської зони до 2015 року. Приєднання до Шенгенської зони припиняє прикордонний контроль на сухопутному кордоні з Угорщиною та Словенією, а також в аеропортах і портах для перельотів. і судна до/з країн-членів Шенгену, що сприяє більш вільному переміщенню людей між Хорватією та рештою Шенгенської зони.

### Членство в Європейському економічному просторі
Вступ Хорватії до ЄС зобов'язує її подати заявку на членство в Європейській економічній зоні (ЄЕЗ). Хорватський уряд подав свою заявку 13 вересня 2012 року, а переговори про членство розпочалися 15 березня 2013 року з метою розширення ЄС та ЄЕЗ в ту саму дату, 1 липня 2013 року. Однак цього не було досягнуто. 11 квітня 2014 року ЄС та його країни-члени (включаючи Хорватію), Норвегія, Ісландія та Ліхтенштейн підписали угоду про приєднання Хорватії до ЄЕЗ. Його ще не ратифікували, але він тимчасово застосовується щодо Хорватії. Станом на квітень 2024 року угоду ратифікували 28 із 32 сторін (не ратифікували угоду Італія, Словенія, Велика Британія і Європейський Союз).

## Громадська думка
Громадська думка Хорватії розділилася щодо вступу до ЄС. Опитування громадської думки щодо референдуму в ЄС показали, що населення переважно виступає за приєднання. Громадська підтримка коливалася від високого 80% до найнижчого 26–38%. Політолог Вишеслав Раос серед факторів назвав економічні проблеми всередині ЄС: «[Хорвати] знають, що Європейський Союз не є засобом вирішення всіх економічних і соціальних проблем. Тому сам ЄС перебуває у певній кризі, і це відбивається на приєднання Хорватії». Уряд оголосив про проведення інформаційної кампанії з метою підвищення підтримки.
22 січня 2012 року в Хорватії відбувся референдум щодо вступу до Європейського Союзу, результатом якого було 66% схвалення вступу, хоча явка була низькою – 43,51%.